# Mi-4 (航空機)
Mi-4
ドイツ民主共和国で運用された機体
- 用途：輸送
- 分類：輸送ヘリコプター
- 製造者：ミル設計局
- 運用者：#運用国
- 初飛行：1952年6月3日
- 生産数：4,500機超（Z-5s含む）
- 運用開始：1953年
- 運用状況：現役

Mi-4 (DoDコード Type 36, NATOコード "Hound")は、ソビエト連邦製のヘリコプターで軍用と民間用で使用された。 

## 設計・開発
Mi-4はアメリカのシコルスキー S-55（H-19）の影響を受けて朝鮮戦争の最中に設計され外見はH-19に似ており、大型で重量物を持ち上げることが可能であった。Mi-1の後継機種にあたる。
1951年に開発が開始され、1952年4月には最初の有線テストを開始。同年6月3日に初飛行に成功し12月にはサラトフ航空工場で生産が開始された。
1952年に最初の生産型が就航した。
1953年にはソビエト空軍での運用が開始されカザン・ヘリコプター工場での生産も開始された。
1955年には2機のMi-4がモスクワから北極圏基地までの5000km超を飛行した。
1956年から1965年にかけて2トンの荷物を高度6017mまで、1トンの荷物を高度7575mまでつり上げた。
1957年には史上初の自動操縦装置を搭載しての量産となった。
1960年代にMi-8が配備されると数を減らしていき1968年にはカザン・ヘリコプター工場での生産が終了した。その後も使われ続けたが、1988年2月2日の事故を受けて全てのMi-4が退役する方向になった。

## 戦歴
Mi-4はロシア空軍では既に退役し使用されていないが幾つかの国家で軍用・民間用で使用されている。主な戦歴として1971年に東パキスタン（現在のバングラデシュ）において発生した内戦での運用が知られている。同機はインド軍への支援物資を各地の基地に運んだ。
1980年にNHKが放送した『NHK特集 シルクロード』では、人民解放軍のZ-5がY-5と共に、楼蘭やロプ・ノールの捜索に用いられている。

## 機種

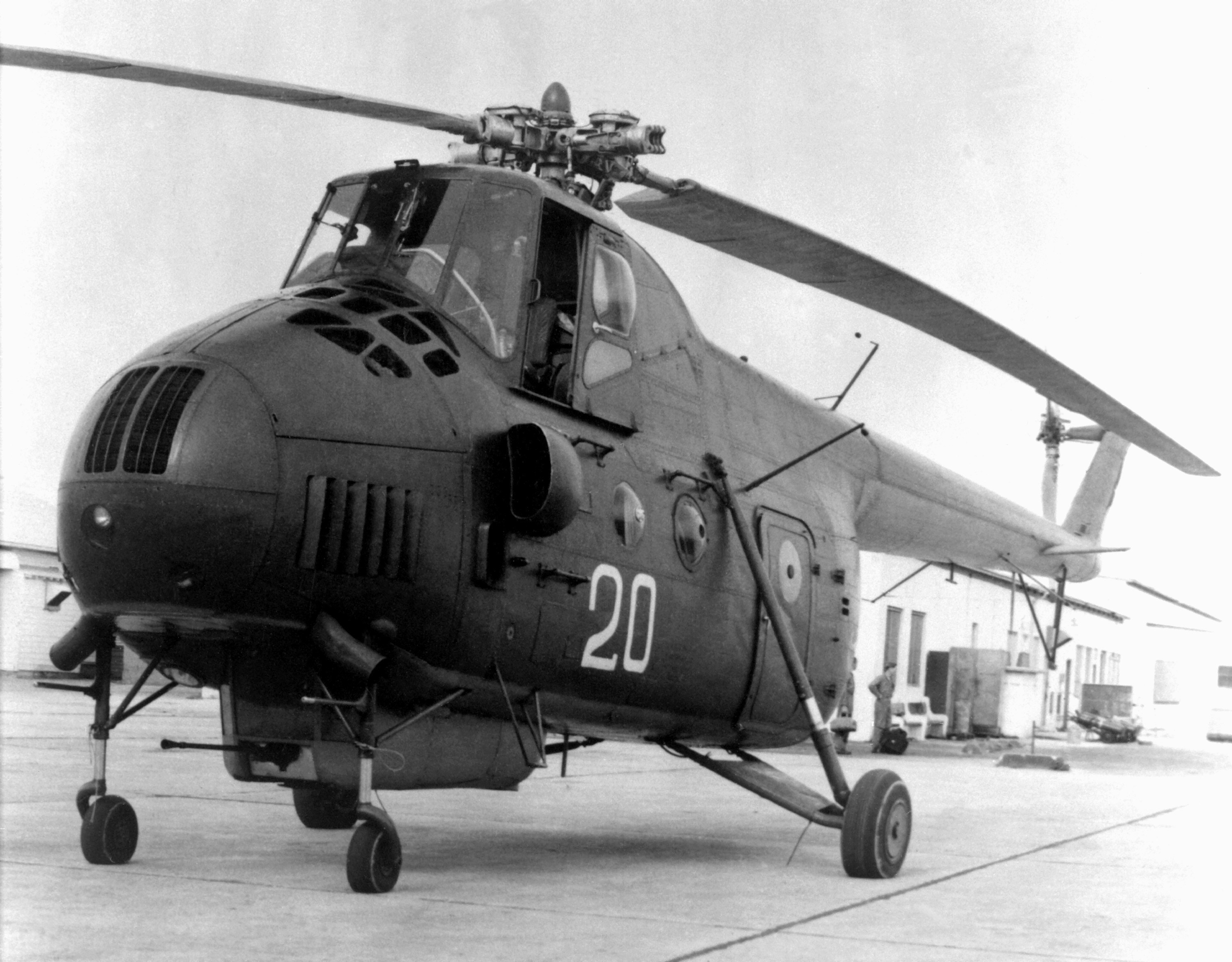
機体下に機銃を装備した軍用型

V-12
試作機。

Mi-4 (NATOコードネーム - ハウンドA)
基本形である輸送機型。

Mi-4A
1958年に生産が開始された形式。キャビンと電気設備の一部が改良される。1960年になってからは新型の全金属性ローターブレードが取り付けられた。ソ連軍向けの機体にはUB-16-57ロケット弾ポッドか100kg爆弾を4発搭載できた。輸出された型は衝突防止灯を装備する。ワルシャワ条約機構の構成国に輸出された。

Mi-4ADT
スタビライザーを追加装備した空挺部隊の輸送型。

Mi-4AV
1966年に採用された武装改造型。9M17M対戦車ミサイル4基、計96発のS-5M無誘導ロケットを装備。固定武装の代わりに、計600kgまでの爆弾などを懸下可能。185機が当仕様に改造された。

Mi-4L Lyukes
6シートのVIP空輸仕様。患者輸送用に改造された機体もあった。

Mi-4M (NATOコードネーム - ハウンドC)
対潜水艦戦型。「クルスM」捜索レーダー、「バクー」聴音システム、増設燃料タンクや救命艇のほか、機体の下側に回転式銃塔を装備。

Mi-4P
民間用で11名まで搭乗可能。担架8台と医療スタッフを乗せる患者輸送にも対応。

Mi-4PL (NATOコードネーム - ハウンドB)
対潜水艦仕様。

Mi-4S Salon
VIP用.

Mi-4Skh
多目的農業用で、キャビンに大型の農薬コンテナを搭載。消防用途にも応用可。

Mi-4T
軍用型の主力機種。大径のメインローターと、外側へせり出した風防を装備。

Z-5
中国人民解放軍の輸送ヘリコプターで中国で製造。

Xuanfeng
中国で製造の民間仕様。

## 運用国

### 軍用
ソビエト連邦
ソビエト空軍　
 アフガニスタン
1963年18機がアフガニスタン空軍に導入され1997年に全機退役。
 アルバニア
アルバニア空軍が1957年から59機導入。37機がZ-5仕様で1967年に導入。
 アルジェリア
 アンゴラ
 ブルガリア
ブルガリア空軍が運用。退役済み。
 カンボジア
 中国
中国人民解放軍空軍
中国人民解放軍海軍
 キューバ
キューバ空軍
チェコ
チェコ空軍
 東ドイツ
国家人民軍航空軍
人民海軍
 エジプト
エジプト空軍
 フィンランド
1962年から1979年に3部隊で導入。
 ギニアビサウ
 ハンガリー
ハンガリー空軍
 インド
インド空軍
 インドネシア
インドネシア空軍
 イラク
イラク空軍
 キルギス
 マリ
 モンゴル
 北朝鮮
朝鮮人民軍空軍
 ポーランド
ポーランド空軍
 ルーマニア社会主義共和国
ルーマニア空軍
 ソマリア
空軍
航空隊
海軍
 タジキスタン
 シリア
シリア空軍
 スーダン
スーダン空軍
 ベトナム
ベトナム空軍
 イエメン
 ユーゴスラビア
25機が1960年中期に空軍へ導入された。1970年からMi-8を投入。

### 民間
中国

アエロフロート・ロシア航空

## 性能諸元 (Mi-4A)
- 乗員: 操縦士1名又は2名

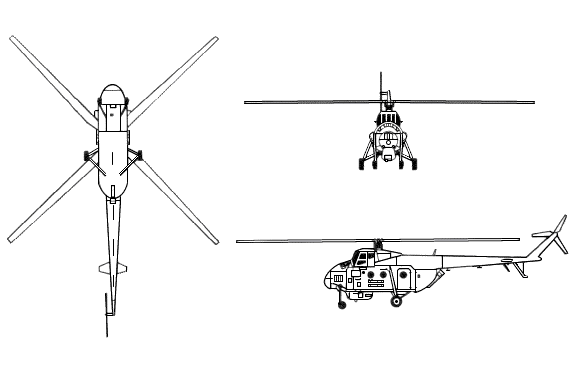
Mi-4の三面図

- 積載量: 兵士16名もしくは重量物1,600kg
- 全長: 16.80 m (55 ft 1.4 in)
- 回転翼径: 21.00 m (68 ft 11 in)
- 全高: 4.40 m (14 ft 5 in)
- 回転翼面積: 346.4 m² (3,727 ft²)
- 自重: 5,100 kg (11,220 lb)
- 全備重量: 7,150 kg (15,730 lb)
- 最大離陸重量: 7,550 kg (16,610 lb)
- エンジン: 1× シュベツォフ ASh-82V 星型エンジン, 1,250 kW (1,675 hp)
- 最大速度: 185 km/h (116 mph)
- 航続距離: 500 km (313 mi)
- 飛行高度: 5,500 m (18,040 ft)
- 上昇率: m/s (ft/min)
- 回転翼面荷重: 41 kg/m² (8 lb/ft²)
- 出力重量比: 0.21 kW/kg (0.13 hp/lb)